# Botvid Gladhem
Botvid Gladhem, tidigare Gladbeck, född 27 juni 1701 i Östra Stenby församling, Östergötlands län, död 13 december 1774 i Vånga församling, Östergötlands län, var en svensk präst.

## Biografi
Botvid Gladhem föddes 1701 i Östra Stenby församling, döpt 30 juni samma år. Han var son till bonden Nils Jönsson och Karin Botvidsdotter på Gladhem. Gladhem blev höstterminen 1727 student vid Uppsala universitet och prästvigdes 15 december 1735. Han blev 1739 komminister i Hällestads församling och 29 juli 1761 kyrkoherde i Vånga församling. Gladhem avled 1774 i Vånga församling och begravdes 30 december samma år.
Ett porträtt av Gladhem hänger på läktaren i Vånga kyrka.

### Familj
Gladhem gifte sig 12 februari 1740 med Brita Catharina Münchenberg (1713–1785). Hon var dotter till kyrkoherden Anton Münchenberg och Christina Älf i Vreta Klosters församling. De fick tillsammans barnen inspektorn Anton Gladhem (född 1741) på Järsäter i Vånga församling och pagehovmästaren Nils Botvid Gladhem (1742–1823) hos änkedrottningen.